# Bruinestengelvlekkenziekte
Bruinestengelvlekkenziekte (Septocyta ruborum) is een schimmel die behoort tot de Ascomycota. De taxonomische verwantschap met andere taxa van de Ascomycota is onbekend en wordt daarom ingedeeld bij de incertae sedis. Het is een plantenziekte die niet alleen de cultuurbraam kan aantasten, maar ook de soorten Rubus laciniatus, Rubus nessensis, Rubus procerus en Rubus fructicosus. Bij een ernstige aantasting sterven de stengels geheel af.
De bruinestengelvlekkenziekte veroorzaakt verspreid over de stengels ovale, roodbruine tot donkerpaars-bruine vlekken met donkerder rand. Het centrum wordt later soms grijs met in rijen staande zwarte puntjes, de pycnidiën. De pycnidiën zijn 160 tot 370 μm groot en 60 tot 98 μm hoog.
De schimmel groeit zowel tussen als in de cellen van het collenchym en parenchym van de stengel. De 2-4 cellige conidiën worden vooral in het voorjaar in de pycinidiën gevormd. De optimale kiemingstemperatuur van de conidiën is 21 °C, maar kieming kan tussen 0-38 °C plaatsvinden.

## Synoniemen

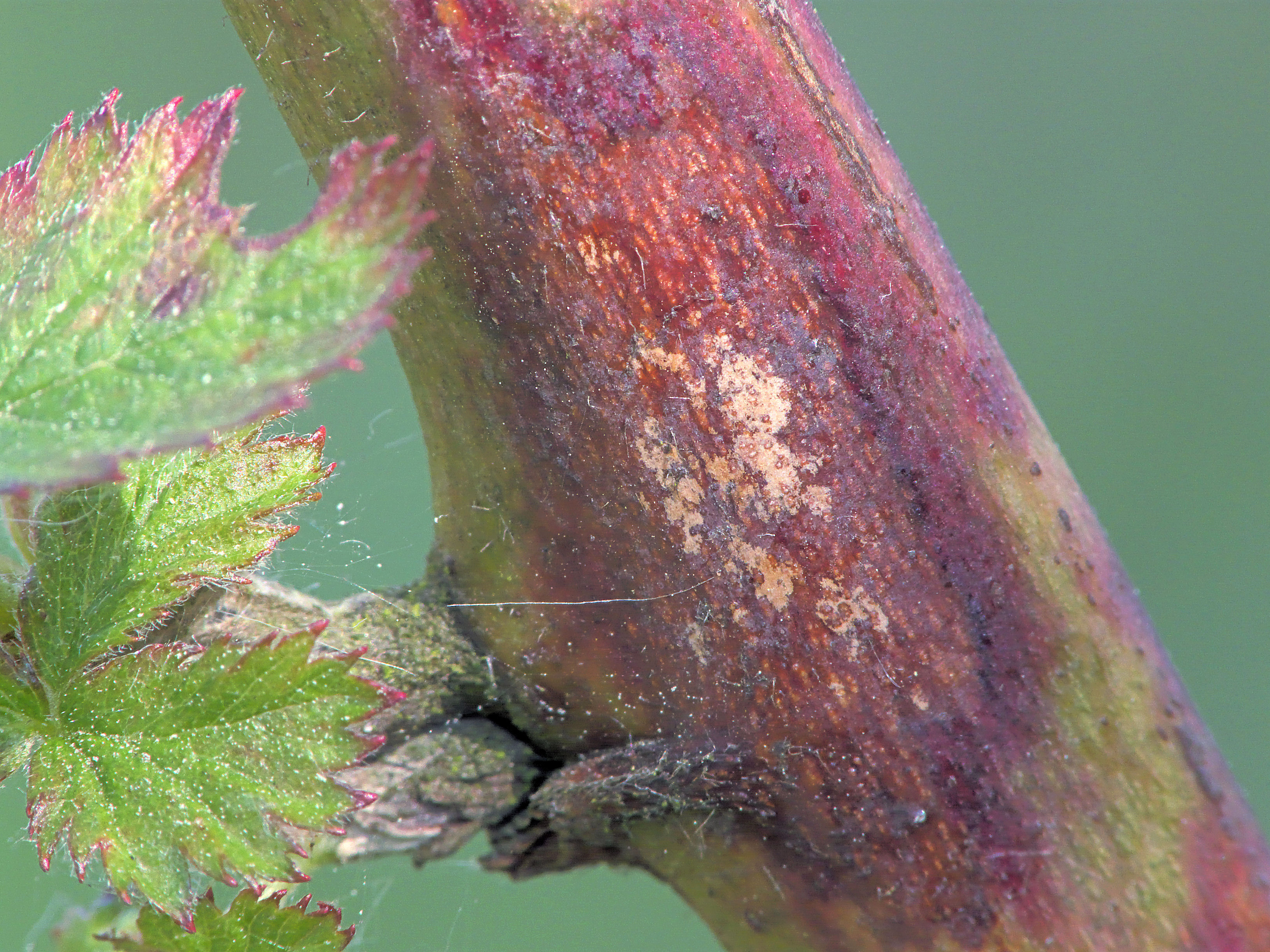
Bruinestengelvlekkenziekte op braam

- Ascochyta ruborum Lib., (1834)
- Cytospora ramealis (Roberge ex Desm.) Petr., (1920)
- Cytosporina ramealis (Roberge ex Desm.) Petr.
- Rhabdospora ramealis (Roberge ex Desm.) Sacc., (1884)
- Rhabdospora rubi Ellis
- Rhabdospora ruborum (Lib.) Jørst., (1965)
- Septocyta ramealis (Roberge ex Desm.) Petr., (1927)
- Septoria ramealis Roberge ex Desm.
- Septoria ramealis Pass., (1879)
- Septoria ruborum (Lib.) Westend.